# Sturm, Ruger
Sturm, Ruger & Company, Incorporated, más conocida por el nombre abreviado de Ruger, es una empresa armera estadounidense con sede en Southport, Connecticut y fábricas en Newport (New Hampshire), Prescott (Arizona) y Mayodan (Carolina del Norte). Fue fundada en 1949 por Alexander McCormick Sturm y William Batterman Ruger, cotizándose en la bolsa desde 1969.
La empresa produce fusiles de cerrojo, fusiles semiautomáticos, fusiles monotiro, escopetas, pistolas semiautomáticas, revólveres (de acción simple y doble acción) y silenciadores. Según las estadísticas de la Agencia de Alcohol, Tabaco, Armas de Fuego y Explosivos, en 2015 Ruger era el mayor fabricante de armas de fuego de Estados Unidos, así como el segundo mayor fabricante de pistolas y revólveres (detrás de Smith & Wesson), y de fusiles (detrás de Remington Arms) en Estados Unidos. 

## Historia

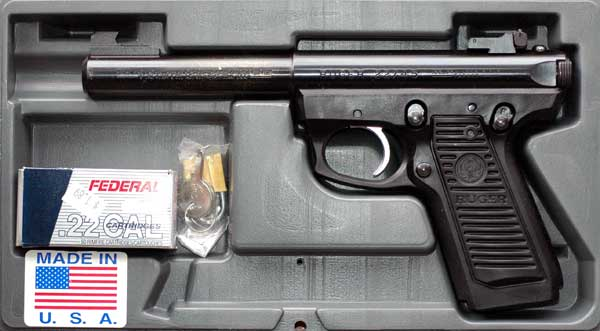
Pistola Ruger MK II 22/45.

Sturm, Ruger & Company fue fundada por William B. Ruger y Alexander McCormick Sturm  en 1949 en un pequeño taller alquilado de Southport, Connecticut.
Poco antes de asociarse, Bill Ruger había copiado con éxito dos pistolas japonesas Nambu Tipo 14 en su garaje, a partir de una pistola Nambu que había comprado a un Marine que retornó de la Segunda Guerra Mundial. Llegado el momento de diseñar su propia pistola semiautomática, Ruger decidió fusionar el aspecto de la Luger alemana de 9 mm y la Colt Woodsman estadounidense para crear su primera pistola de producción comercial de calibre 5,56 mm (.22), que obtuvo tanto éxito que consiguió poner totalmente en marcha la empresa.

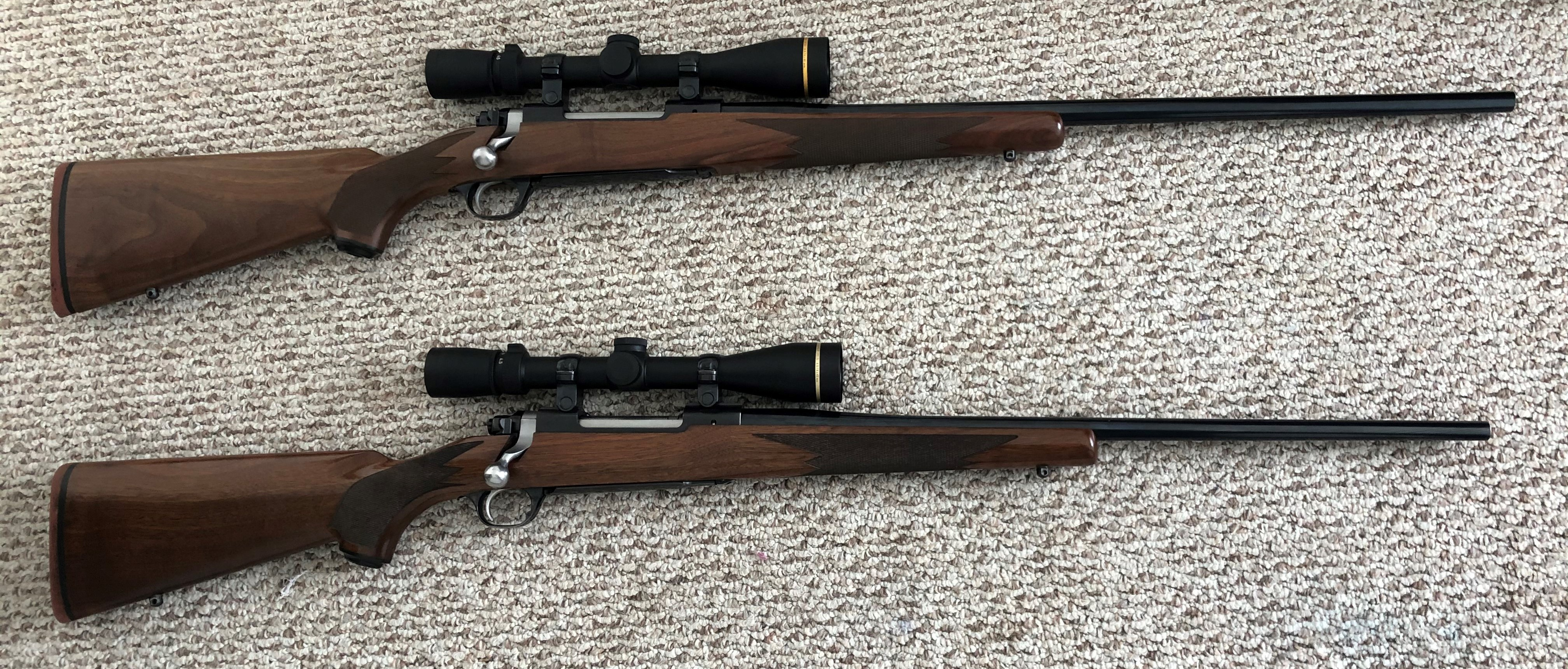
Fusiles Ruger M77 Hawkeye calibrados para los cartuchos .300 Winchester Magnum y .270 Winchester, con cañones de 24 y 22 pulgadas respectivamente.

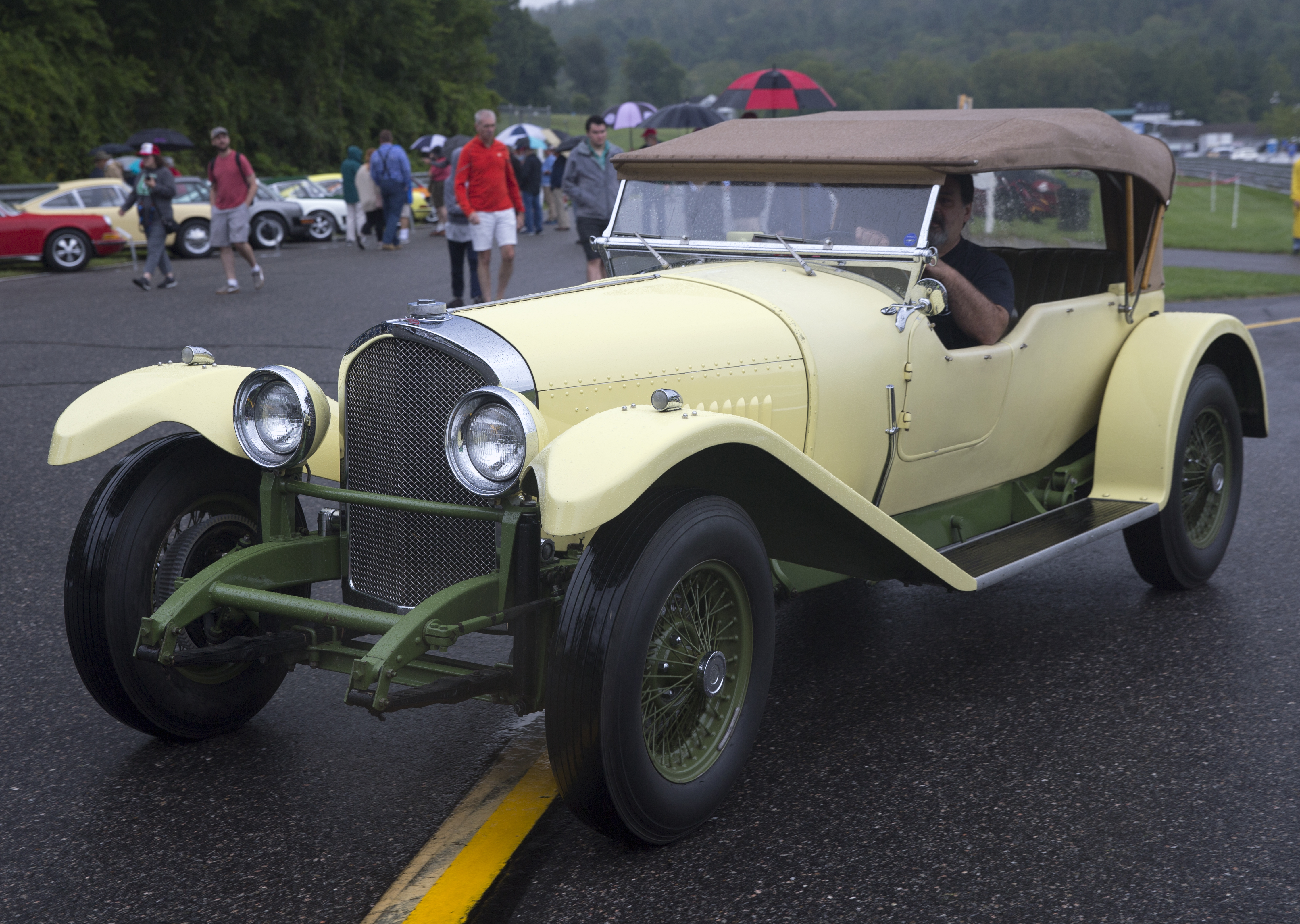
El Ruger Sports Tourer de 1970 fue un breve intento de Ruger por construir un automóvil antiguo de alta gama. Solo se construyeron dos prototipos.

Ruger es un fabricante dominante en el mercado de fusiles calibre 5,56 mm en Estados Unidos, debido a las ventas del fusil semiautomático Ruger 10/22. El 10/22 es muy popular debido a su precio relativamente barato y su buena calidad. En consecuencia, están disponibles grandes cantidades de accesorios y piezas para este fusil, que han incrementado su popularidad.
Ruger también domina el mercado de las pistolas semiautomáticas de calibre 5,56 mm con sus modelos Ruger MK II y Ruger MK III, descendientes de la pistola Ruger Standard. Al igual que el fusil 10/22, la MK II tiene una amplia variedad de accesorios postventa. La pistola Ruger 22/45 es parecida a las de la serie Standard, pero su empuñadura tiene el ángulo de la empuñadura de la Colt M1911 (al contrario del ángulo de la empuñadura de la Luger, empleado en la Ruger Standard).
La empresa también es reconocida por la producción de revólveres de alta calidad, tales como el Ruger GP100 y el Ruger Redhawk. También tiene cierta presencia en el mercado de pistolas semiautomáticas, con la Ruger SR1911 y la Ruger SR.
Entre las armas más representativas que produce Ruger, destacan el Ruger Blackhawk, que es una versión mejorada del Colt Single Action Army, permitiendo cargar 6 cartuchos en el tambor sin riesgo de dispararse; el Ruger No.1, un fusil monotiro de caza; y el Ruger M77, un fusil de cerrojo con alimentación controlada.
Además de innovar en el diseño de armas de fuego, Ruger también ha incursionado en el desarrollo de cartuchos de caza tales como el .204 Ruger, .300 Ruger Compact Magnum, .375 Ruger y .416 Ruger. 
La división Ruger Casting cuenta con fábricas en Newport, Nuevo Hampshire y Prescott, Arizona, produciendo piezas fundidas de hierro dúctil y de titanio. La subdivisión Ruger Golf produce piezas fundidas de acero y de titanio para los palos de golf de varias marcas.
Cotiza en bolsa desde 1969 y se convirtió en una compañía de la Bolsa de Nueva York en 1990 (NYSE:RGR). Tras la muerte de Alex Sturm en 1951, William B. Ruger dirigió la sociedad hasta su muerte en 2002.
Desde 1949 hasta 2004, Ruger ha fabricado más de 20 millones de armas de fuego. Su sede principal se encuentra en Southport, Connecticut, teniendo fábricas en Newport, Nuevo Hampshire, Prescott, Arizona y Mayodan, Carolina del Norte. Las subsidiarias de Ruger son Ruger Precision Metals LLC en Earth City, Misuri, Pine Tree Castings en  Newport, Nuevo Hampshire y Ruger Sportswear & Accessories en Mayodan, Carolina del Norte.
En 2020, Ruger compró la Marlin Firearms Co., empresa que previamente perteneció al grupo Remington Outdoor Company.

## Estadísticas
Del total de las 2.288 empresas de armas de fuego civiles que operaban en Estados Unidos desde 1986 hasta 2010, Ruger encabezó la industria con 15.300.000 de armas de fuego producidas durante aquel periodo. Desde 2008 hasta 2011, Ruger fue el fabricante de armas número uno en Estados Unidos. En 2011, Ruger produjo 1.114.687 armas de fuego, ya que su campaña publicitaria "Million Gun Challenge to Benefit the NRA" jugó un importante papel en mantener el estatus de empresa importante en Estados Unidos. La empresa se fijó la meta de producir 2.000.000 de armas de fuego al año. Desde 2009 hasta 2012, Ruger fue el principal vendedor de revólveres y pistolas.

## Productos
Fusiles y carabinas
- Ruger No. 1
- Ruger M77 Hawkeye
- Ruger Mini-14
- Ruger Mini Thirty
- Ruger Mini-6.8
- Ruger Police Carbine
- Ruger Deerfield (descontinuada)[18]
- Ruger 96
- Ruger 10/17
- Ruger 10/22
- Ruger 77/22
- Ruger SR-556
- Ruger American Rifle

Subfusiles
- Ruger MP9

Pistolas semiautomáticas
- P85
- P89
- P90
- P91
- P93
- P94
- P944
- P95
- P97
- P345
- SR9
- SR9c
- SR40
- SR40c
- SR22
- LCP
- Ruger Standard (MK I)
- Ruger MK II
- Ruger MK III
- LC9
- SR1911

Revólveres
- Vaquero
- Single Six
- Bearcat
- Blackhawk
- Bisley
- GP-100
- SP-101
- LCR
- Redhawk
- Super Redhawk
- Security Six
- Service Six
- Speed Six
- Old Army

Escopetas
- Red Label
- Gold Label

Silenciadores
- Silent-SR

## Premios
Strum, Ruger & Co. recibió de la Academia de Tiro Industrial los siguientes premios a la excelencia:
- Fabricante del Año: 1992, 1993
- Arma de fuego del Año: 1993 Ruger Vaquero, 1997 Ruger Bisley-Vaquero, 2001 Ruger Super Redhawk
- Fusil del Año: 1999 Ruger.22 Magnum 10-22, 2002 Ruger.17 HMR 77/17RM fuego anular,
- Escopeta del Año: 1992 Ruger Red Sporting Clays Label, Gold Label 2002 Ruger Side-By-Side